# Grjótagjá

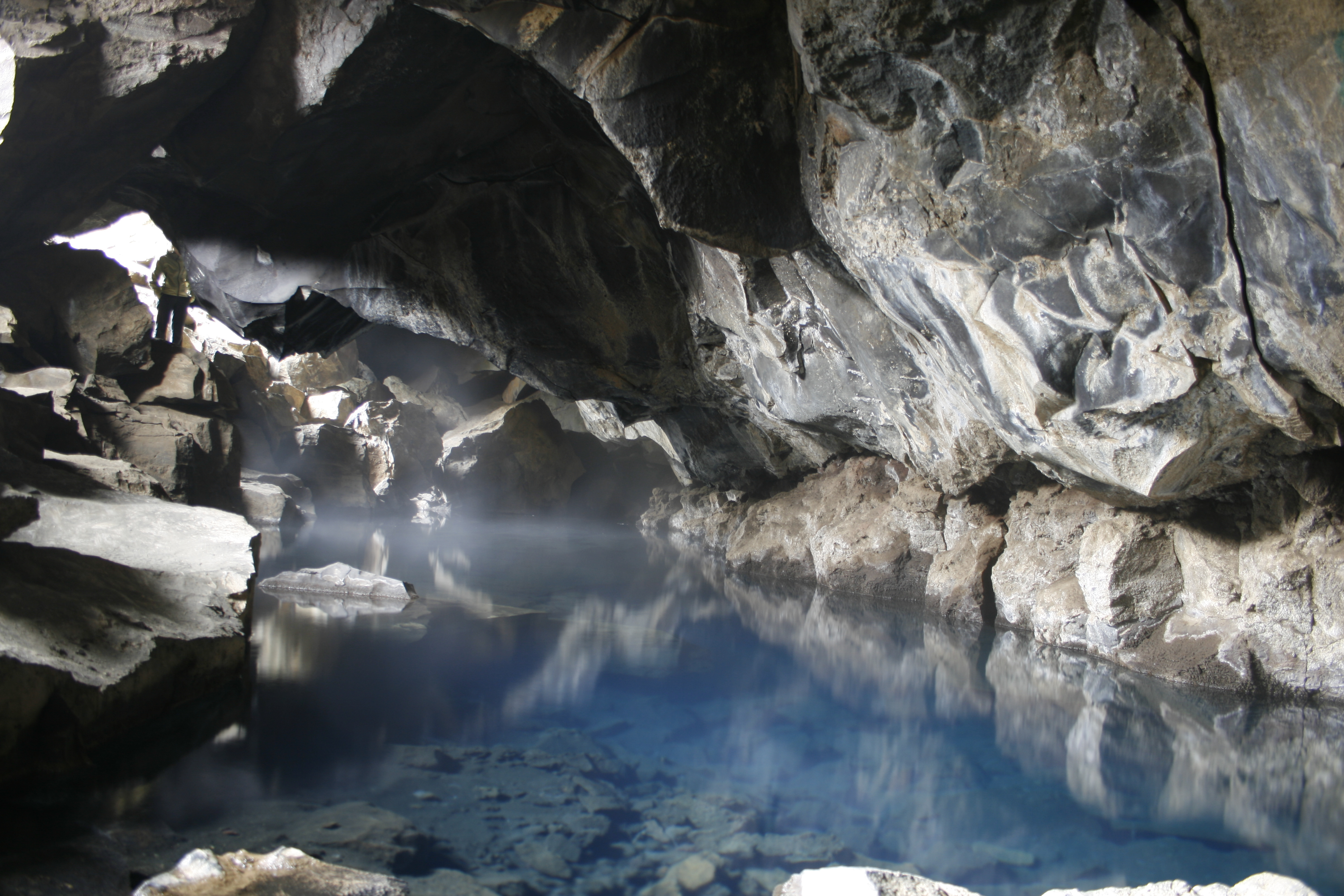
Grjótagjá

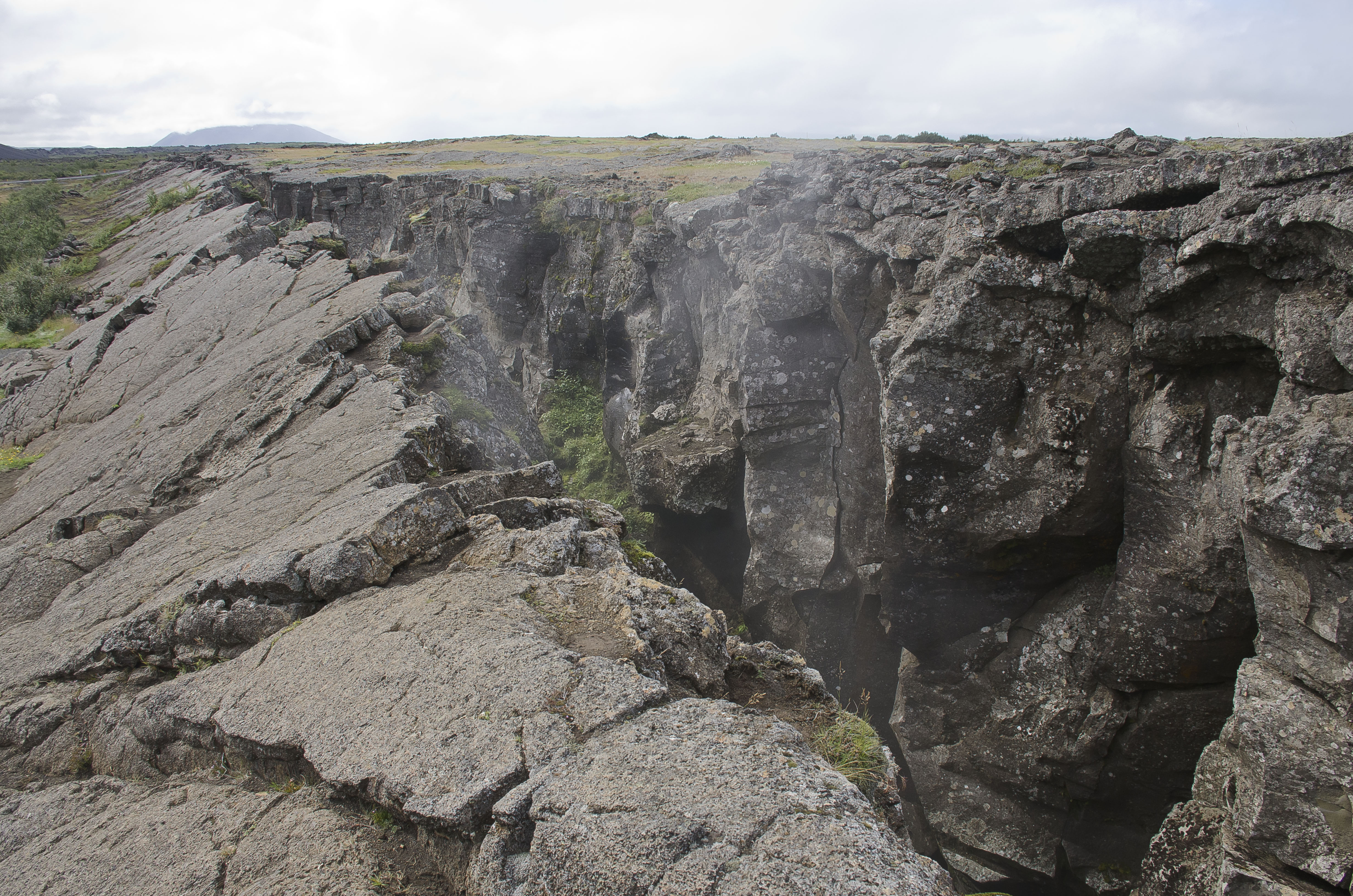
Die Verwerfungszone oberhalb der Höhle

Die Grjótagjá (dt.: „Felsspalte“) ist eine Höhle mit kleinem See in Island.
Sie liegt südöstlich von Reykjahlíð in der Nähe des Sees Mývatn an der Landstraße Nr. 860, direkt auf der hier sogar an der Oberfläche sichtbaren geologischen Verwerfungszone zwischen den Kontinentalplatten von Amerika und Europa. Die geothermale Aktivität bewirkt eine Erwärmung des unterirdischen Sees.

## Nutzung als Badehöhle
Schon im 18. Jahrhundert soll die Grjotagjá dem Gesetzlosen Jón Markússon als Wohn- und Badehöhle gedient haben. 1938 wurde sie von englischen Studenten als Badehöhle wiederentdeckt. Besonders populär war das Baden in der Höhle zwischen 1950 und 1977, sowohl bei Einheimischen als auch bei Touristen.
Von 1975 bis 1984 nahm die geothermale Aktivität in der Region stark zu (sog. Krafla-Feuer), so dass die Wassertemperatur bis auf 60 °C anstieg und das Baden nicht mehr möglich war. Außerdem befürchtete man, die Höhle könne aufgrund der verstärkten Erdbebentätigkeit einstürzen. In dieser Zeit wurde die nahegelegene Stóragjá als „Ersatz-Badehöhle“ genutzt. Im Frühjahr 2004 wurde der Höhlensee wieder zum Baden freigegeben, die Temperatur lag damals unter 48 °C. Bis Mai 2012 hat sich diese auf 44,6° gesenkt. Heute weist ein Schild im Eingangsbereichs der Höhle darauf hin, dass sie sich im Privatbesitz befindet und das Baden verboten ist. Im Juli 2018 wurde der Zugang zur Kvennagjá (Frauenschlucht) versperrt. Die Besucher haben dort zu viel Unrat wie Glasscherben hinterlassen.
Die Höhle wurde in der 2013 erschienenen dritten Staffel der Fernsehserie Game of Thrones als Drehort für die Liebesszene zwischen Jon Schnee und Ygritte verwendet.